# ISO 3166-2:RU
ISO 3166-2 — données pour la fédération de Russie.
- Sources de la liste :
- Source des codes : secrétariat ISO/TC 46/WG 2

## Mise à jour
- ISO 3166-2:2000-06-21 Bulletin n° I-1 (création)
- ISO 3166-2:2005-09-13 Bulletin n° I-7

## Républiques(21) (ru:respublika)
| Code ISO 3166-2 | Noms russes [ou locaux]                                                             | Noms russes [ou locaux]                                                             | Noms français normalisés [ou locaux]                                                |
| Code ISO 3166-2 | romanisation BGN/PCGN 1947                                                          | romanisation GOST 1983                                                              | Noms français normalisés [ou locaux]                                                |
| --------------- | ----------------------------------------------------------------------------------- | ----------------------------------------------------------------------------------- | ----------------------------------------------------------------------------------- |
| RU-AD           | Adygeya, Respublika                                                                 | Adygeja, Respublika                                                                 | Adyguée, république de l’                                                           |
| RU-AL           | Altay, Respublika                                                                   | Altaj, Respublika                                                                   | Altaï, république de l’                                                             |
| RU-BA           | Bashkortostan, Respublika                                                           | Baškortostan, Respublika                                                            | Bachkirie, république de                                                            |
| RU-BU           | Buryatiya, Respublika                                                               | Burjatija, Respublika                                                               | Bouriatie, république de                                                            |
| RU-CE           | Chechenskaya Respublika                                                             | Čečenskaja Respublika                                                               | République tchétchène ; [Tchétchénie, république de]                                |
| RU-CU           | Chuvashskaya Respublika                                                             | Čuvašskaja Respublika                                                               | République tchouvache ; [Tchouvachie, république de]                                |
| RU-DA           | Dagestan, Respublika                                                                | Dagestan, Respublika                                                                | Daghestan, république du                                                            |
| RU-IN           | Ingushskaya Respublika ; [Respublika Ingushetiya]                                   | Ingušskaja Respublika ; [Respublika Ingušetija]                                     | République ingouche ; [Ingouchie, république d’]                                    |
| RU-KB           | Kabardino-Balkarskaya Respublika                                                    | Kabardino-Balkarskaja Respublika                                                    | République kabardino-balkare ; [Kabardino-Balkarie, république de]                  |
| RU-KL           | Kalmykiya, Respublika                                                               | Kalmykija, Respublika                                                               | Kalmoukie, république de                                                            |
| RU-KC           | Karachayevo-Cherkesskaya Respublika                                                 | Karačajevo-Čerkesskaja Respublika                                                   | République karatchaïévo-tcherkesse ; [Karatchaïévo-Tcherkessie, république de]      |
| RU-KR           | Kareliya, Respublika                                                                | Karelija, Respublika                                                                | Carélie, république de                                                              |
| RU-KK           | Khakasiya, Respublika                                                               | Kakasija, Respublika                                                                | Khakassie, république de                                                            |
| RU-KO           | Komi, Respublika                                                                    | Komi, Respublika                                                                    | Komis, république des                                                               |
| RU-ME           | Mariy El, Respublika                                                                | Marij Èl, Respublika                                                                | Maris, république des                                                               |
| RU-MO           | Mordoviya, Respublika                                                               | Mordovija, Respublika                                                               | Mordovie, république de                                                             |
| RU-SA           | Sakha, Respublika ; [Yakutiya]                                                      | Saha, Respublika ; [Jakutija]                                                       | République de Sakha, république de ; [Iakoutie]                                     |
| RU-SE           | Severnaya Osetiya, Respublika ; [Alaniya] ; [Severnaya Osetiya-Alaniya, Respublika] | Severnaja Osetija, Respublika ; [Alanija] ; [Severnaja Osetija-Alanija, Respublika] | Ossétie du Nord, république d’ ; [Alanie] ; [Ossétie-du-Nord-Alanie, république d’] |
| RU-TA           | Tatarstan, Respublika                                                               | Tatarstan, Respublika                                                               | Tatarstan, république du                                                            |
| RU-TY           | Tyva, Respublika ; [Tuva]                                                           | Tyva, Respublika ; [Tuva]                                                           | Touva, république de ; [Touva]                                                      |
| RU-UD           | Udmurtskaya Respublika                                                              | Udmurtskaja Respublika                                                              | République oudmourte ; [Oudmourtie, république d’]                                  |

## Territoires administratifs (9)ru:kray
```
         BGN/PCGN 1947                           GOST 1983
RU-ALT  
Altayskiy kray                         Altajskij kraj

RU-KAM  
Kamchatskiy kray                       Kamčatskij kraj

RU-KDA  
Krasnodarskiy kray                     Krasnodarskij kraj

RU-KHA  
Khabarovskiy kray                      Habarovskij kraj

RU-KYA  
Krasnoyarskiy kray                     Krasnojarskij kraj

RU-PER  
Permskiy kray                          Permskij kraj

RU-PRI  
Primorskiy kray                        Primorskij kraj

RU-STA  
Stavropol'skiy kray                    Stavropol'skij kraj

RU-ZAB  
Zabaykal'skiy kray                     Krai Zabajkal'skij kraj
```

## Régions administratives (48)ru:oblast’
```
         BGN/PCGN 1947                           GOST 1983
RU-AMU  
Amurskaya oblast'                      Amurskaja oblast'

RU-ARK  
Arkhangel'skaya oblast'                Arhangel'skaja oblast'

RU-AST  
AstrakhanAstrakhanskaya oblast'        AstrakhanAstrahanskaja oblast'

RU-BEL  
Belgorodskaya oblast'                  Belgorodskaja oblast'

RU-BRY  
Bryanskaya oblast'                     Brjanskaja oblast'

RU-CHE  
Chelyabinskaya oblast'                 Celjabinskaja oblast'

RU-CHI  
Chitinskaya oblast'                    Citinskaja oblast'
 (obsolete)
RU-IRK  
Irkutskaya oblast'                     Irkutskaja oblast'

RU-IVA  
Ivanovskaya oblast'                    Ivanovskaja oblast'

RU-KGD  
Kaliningradskaya oblast'               Kaliningradskaja oblast'

RU-KLU  
Kaluzhskaya oblast'                    Kalužskaja oblast'

RU-KEM  
Kemerovskaya oblast'                   Kemerovskaja oblast'

RU-KIR  
Kirovskaya oblast'                     Kirovskaja oblast'

RU-KOS  
Kostromskaya oblast'                   Kostromskaja oblast'

RU-KGN  
Kurganskaya oblast'                    Kurganskaja oblast'

RU-KRS  
Kurskaya oblast'                       Kurskaja oblast'

RU-LEN  
Leningradskaya oblast'                 Leningradskaja oblast'

RU-LIP  
Lipetskaya oblast'                     Lipetskaja oblast'

RU-MAG  
Magadanskaya oblast'                   Magadanskaja oblast'

RU-MOS  
Moskovskaya oblast'                    Moskovskaja oblast'

RU-MUR  
Murmanskaya oblast'                    Murmanskaja oblast'

RU-NIZ  
Nizhegorodskaya oblast'                Nižegorodskaja oblast'

RU-NGR  
Novgorodskaya oblast'                  Novgorodskaja oblast'

RU-NVS  
Novosibirskaya oblast'                 Novosibirskaja oblast'

RU-OMS  
Omskaya oblast'                        Omskaja oblast'

RU-ORE  
Orenburgskaya oblast'                  Orenburgskaja oblast'

RU-ORL  
Orlovskaya oblast'                     Orlovskaja oblast'

RU-PNZ  
Penzenskaya oblast'                    Penzenskaja oblast'

RU-PSK  
Pskovskaya oblast'                     Pskovskaja oblast'

RU-ROS  
Rostovskaya oblast'                    Rostovskaja oblast'

RU-RYA  
Ryazanskaya oblast'                    Rjazanskaja oblast'

RU-SAK  
Sakhalinskaya oblast'                  Sahalinskaja oblast'

RU-SAM  
Samarskaya oblast'                     Samarskaja oblast'

RU-SAR  
Saratovskaya oblast'                   Saratovskaja oblast'

RU-SMO  
Smolenskaya oblast'                    Smolenskaja oblast'

RU-SVE  
Sverdlovskaya oblast'                  Sverdlovskaja oblast'

RU-TAM  
Tambovskaya oblast'                    Tambovskaja oblast'

RU-TOM  
Tomskaya oblast'                       Tomskaja oblast'

RU-TUL  
Tul'skaya oblast'                      Tul'skaja oblast'

RU-TVE  
Tverskaya oblast'                      Tverskaja oblast'

RU-TYU  
Tyumenskaya oblast'
                    
Tjumenskaja oblast'

RU-ULY  
Ul'yanovskaya oblast'                  Ul'janovskaja oblast'

RU-VLA  
Vladimirskaya oblast'                  Vladimirskaja oblast'

RU-VGG  
Volgogradskaya oblast'                 Volgogradskaja oblast'

RU-VLG  
Vologodskaya oblast'                   Vologodskaja oblast'

RU-VOR  
Voronezhskaya oblast'                  Voronežskaja oblast'

RU-YAR  
Yaroslavskaya oblast'                  Jaroslavskaja oblast'
```

## Villes autonomes (2)ru:avtonomnyy gorod
```
         BGN/PCGN 1947                           GOST 1983
RU-MOW  
Moskva
                                 Moskva
RU-SPE  
Sankt-Peterburg
                        Sankt-Peterburg
```

## Région autonome (1)ru:avtonomnaya oblast’
```
         BGN/PCGN 1947                           GOST 1983
RU-YEV  
Yevreyskaya avtonomnaya oblast'        Evrejskaja avtonomnaja oblast'
```

## Districts autonomes (10)ru:avtonomnyy okrug
```
         BGN/PCGN 1947                                      GOST 1983
RU-AGB  
Aginskiy Buryatskiy avtonomnyy okrug              Aginskij Burjatskij avtonomnyj okrug
 (obsolete)
RU-CHU  
Chukotskiy avtonomnyy okrug                       Cukotskij avtonomnyj okrug

RU-EVE  
Evenkiyskiy avtonomnyy okrug                      Èvenkijskij avtonomnyj okrug

RU-KHM  
Khanty-Mansiyskiy avtonomnyy okrug
 [Yugra]        
Hanty-Mansijskij avtonomnyj okrug
 [Jugra] (obsolete)
RU-KOP  
Komi-Permyatskiy avtonomnyy okrug                 Komi-Permjatskij avtonomnyj okrug
 (obsolete)
RU-KOR  
Koryakskiy avtonomnyy okrug                       Korjakskij avtonomnyj okrug
 (obsolete)
RU-NEN  
Nenetskiy avtonomnyy okrug                        Nenetskij avtonomnyj okrug

RU-TAY  
Taymyrskiy (Dolgano-Nenetskiy) avtonomnyy okrug   Tajmyrskij (Dolgano-Nenetskij) avtonomnyj okrug
 (obsolete)
RU-UOB  
Ust'-Ordynskiy Buryatskiy avtonomnyy okrug        Ust'-Ordynskij Burjatskij avtonomnyj okrug
 (obsolete)
RU-YAN  
Yamalo-Nenetskiy avtonomnyy okrug                 Jamalo-Nenetskij avtonomnyj okrug
```